# 哈蒙鎮區 (堪薩斯州索姆奈縣)
哈蒙鎮區（英語：Harmon Township）為美國堪薩斯州索姆奈縣轄下的鎮區。2010年美国人口普查中此鎮區人口有289人。

## 地理
哈蒙鎮區涵蓋總面積為79.3平方（30.61平方英里），其中陸地面積為79.3平方（30.61平方英里），水域面積為0平方（0.00平方英里）或0.00%。

## 人口統計
根據2010年美國人口普查，哈蒙鎮區人口有289人，其中男性有146人，女性有143人，人口密度為每平方公里3.65人，住房計119戶。鎮區內的白人有275人，非裔美國人有3人，美洲原住民有4人，亞裔美國人有0人，太平洋島裔美國人有0人，其他種族有2人，混血種族則有5人。此外鎮區內有15人為西班牙裔或拉丁裔美國人。此鎮區之年齡中位數為44.6歲，而男性年齡中位數為44.0歲，女性年齡中位數為44.9歲。

## 交通

### 主要公路
- 35號州際公路
- 81號美國國道